# دار الساقي
دار الساقي مؤسّسة نشر فكرية ثقافية تأسّست في لندن عام 1979 ومن ثم في بيروت عام 1990.
يقع الفرع اللندني في شارع وستبورن غروف في الناحية الغربية من المدينة.

## العمل
تتميّز دار الساقي بمستوى منشوراتها، أوّلاً من حيث المضمون وثانياً من حيث نوعيّة الطباعة والإخراج وآليات التسويق والتوزيع على أوسع نطاق. وكانت ولا تزال من أبرز المشاركين في جميع معارض الكتب العربية والأجنبية، وفي مختلف النشاطات الثقافية. وتُعرَف أيضاً بالتواصل الدائم مع أغلب الصحف والمجلاّت العربية والعالمية وقنوات البث الفضائية، بالإضافة إلى طباعة قوائم منشورات مميّزة باللغتين العربية والإنكليزيّة وإرسالها إلى جميع المكتبات في العالم من خلال فرعيْ بيروت ولندن.
تشمل منشورات دار الساقي المواضيع التالية:
- فكر وسياسة
- تاريخ
- ثقافة ومجتمع
- روايات
- شعر
- لغة وأدب
- فنون
- علوم
- كتب أطفال
- كتب شبّان

## جوائز
- جائزة دار النشر - مسار الناشر العربي ضمن جوائز معرض الرياض الدولي للكتاب 2020.[4]